# دييغو راميريز
دييغو راميريز (بالإسبانية: Diego Ramírez)‏ (4 أكتوبر 1981 بمدينة مكسيكو في المكسيك - ) هو لاعب كرة قدم مكسيكي في مركز الدفاع. لعب مع أتلانتي إف سي ونادي مونتيري.

## وصلات خارجية
- دييغو راميريز على موقع قاعدة بيانات كرة القدم.إي يو (الإنجليزية)
- دييغو راميريز على موقع Soccerway.com (الإنجليزية)